# Ludwig Eisenschmid
Ludwig Eisenschmid (* 24. August 1879 in Erling; † 16. Juni 1959 ebenda) war ein deutscher Orgelbauer.
Ludwig Eisenschmid (zur Unterscheidung auch genannt Ludwig Eisenschmid I) lernte bei seinem Onkel Roman Beer (* 9. August 1866 in Erling; † 23. Juli 1929 ebenda) in Erling das Orgelbauerhandwerk. Anschließend arbeitete er in verschiedenen Betrieben im In- und Ausland. Nach seinen Wanderjahren legte er in München die Meisterprüfung ab. Daraufhin wurde er Mitarbeiter bei Franz Borgias Maerz und war zum Ende seiner Tätigkeit dort Werkstattleiter. Nach dem Tod seines Firmenchefs machte er sich 1911 mit seinem Bruder Hans (* 1850 in Erling; † 1940 in München) selbstständig, übernahm den Betrieb von seinem Onkel Roman Beer in Erling und spezialisierte sich auf den Spieltischbau. Die Firma fungierte fortan als Zulieferbetrieb für Orgelteile. Es entstanden auch einige komplette Orgelneubauten, wie St. Petrus und Paulus in Petzenhausen, welche gemäß Firmenschild unter dem Namen Hans Eisenschmid entstanden sind. Das größte Werk befindet sich nach einer Umsetzung aus Oberding in der katholischen Kirche Heilige Familie in Richterswil und dient dort als Chororgel.
Die Firma wurde von Ludwig Eisenschmid II (* 25. November 1900 in Erling; † 4. August 1984 in St. Johann in Tirol) übernommen und wird heute von seinem Großneffen Ludwig Reiser (* 1949 in Biberach an der Riß) geführt. Sie fertigt heute neben klassischen Spieltischen auch elektronische Steuerungselemente für den Orgelbau.